# مونواله
مونواله (به ایتالیایی: Monvalle) یک کومونه در ایتالیا است که در استان وارزه واقع شده‌است. مونواله ۴٫۱ کیلومترمربع مساحت و ۱٬۸۱۲ نفر جمعیت دارد.